# Croconema sphaerica
Croconema sphaerica is een rondwormensoort.